# François de Joyeuse

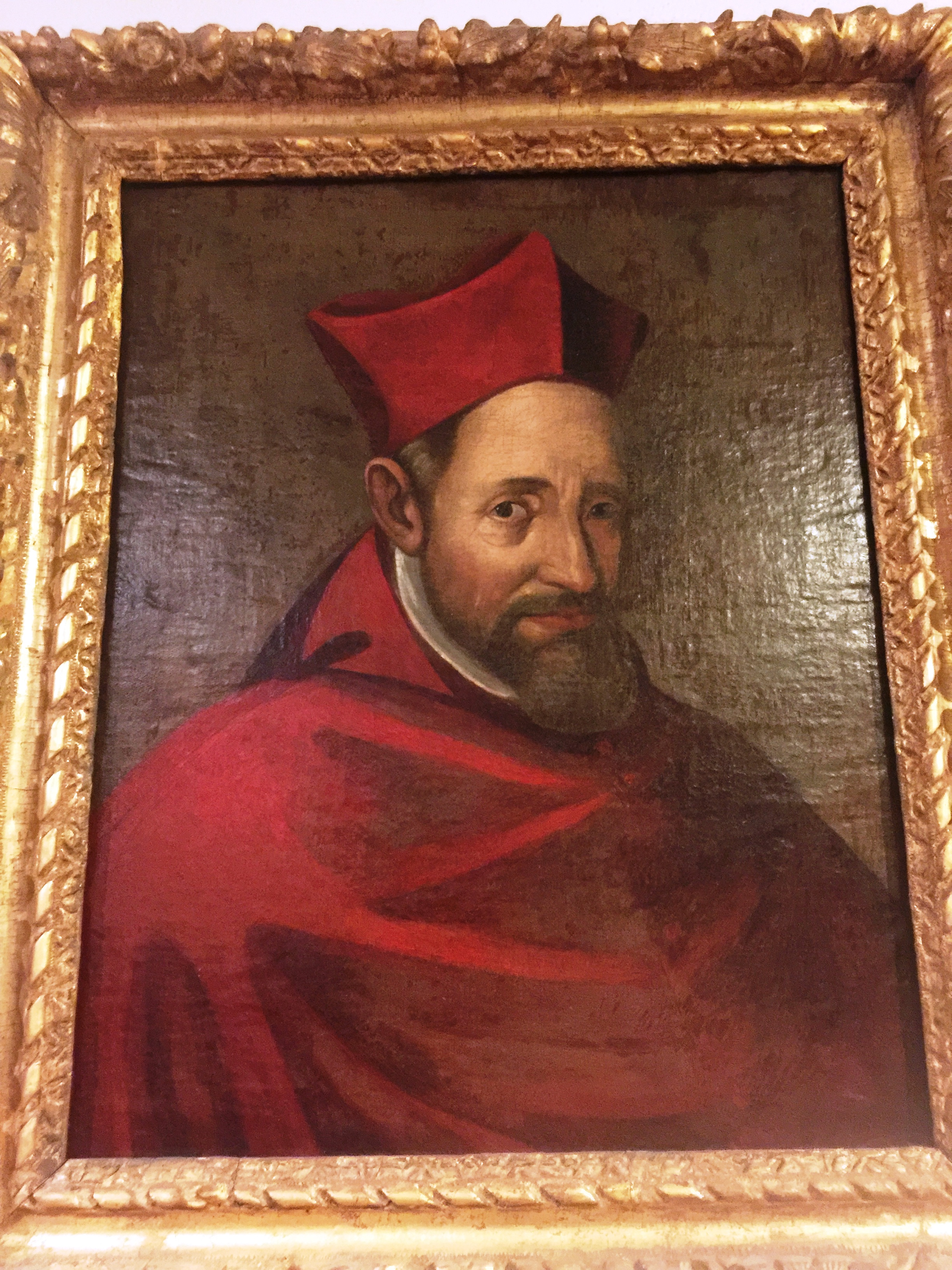
François Kardinal de Joyeuse (Ölgemälde, vermutl. 17. Jhd.)

François de Joyeuse (* 24. Juni 1562 in Carcassonne, Frankreich; † 23. August 1615 in Avignon) war ein Kardinal der Römischen Kirche und Kardinaldekan.

## Bedeutung
François de Joyeuse war einer der bedeutenden Geistlichen des französischen Episkopats an der Wende vom 16. zum 17. Jahrhundert. Er spielte eine vermittelnde Rolle in den Konflikten zwischen Frankreich und dem Heiligen Stuhl, und es gelang ihm, selbst in den konfessionellen Auseinandersetzungen des ausgehenden 16. Jahrhunderts beiden Seiten loyal zu dienen. Nachdem der Frieden in Frankreich wiederhergestellt war, spielte er eine wichtige Rolle in der Diplomatie und erwarb sich hohes Ansehen auf dem internationalen Parkett. Daneben beförderte er die Reformen in der römisch-katholischen Kirche, die das Konzil von Trient angestoßen hatte.

## Leben und Wirken

### Herkunft und frühe Jahre (1562–1581)
François de Joyeuse entstammte einer adligen Familie, die mit dem französischen Königshaus verwandt war und aus dem Ort Joyeuse (heute im Département Ardèche gelegen) kam. Er war der zweite von sieben Söhnen des Guillaume II. de Joyeuse und dessen Gemahlin Marie Eléonore de Batarnay. Wie es zu jener Zeit Brauch war, war ihm als dem zweiten Sohn eine kirchliche Laufbahn bestimmt. Seine Studien begann er in Toulouse und setzte sie am Collège de Navarre in Paris fort, sodann ging er zur Universität von Orléans, wo er zum Doctor iuris utriusque promoviert wurde. Er empfing die Diakonenweihe für das Bistum Carcassonne und wurde anschließend Ratgeber des Königs Heinrich III. von Frankreich.

### Kirchliche Würden (1581–1588)

Kardinalswappen (modernes Schema)

Am 20. Oktober 1581 wurde er – mit Dispens, da er das kanonische Alter noch nicht erreicht hatte – zum Erzbischof von Narbonne erwählt. Seine Bischofsweihe erfolgte erst einige Jahre später, nach dem 25. Januar 1586.
Papst Gregor XIII. erhob ihn im Konsistorium vom 12. Dezember 1583 zum Kardinalpriester. François de Joyeuse begab sich nach Rom, traf jedoch zu spät dort ein, um noch am Konklave 1585 teilzunehmen. Aus der Hand des neuen Papstes Sixtus V. nahm er am 20. Mai 1585 den Kardinalshut entgegen, der Papst verlieh ihm zugleich die Titelkirche San Silvestro in Capite. Im August desselben Jahres wurde François de Joyeuse Berater des Parlement de Paris. König Heinrich III. ernannte ihn am 16. Februar 1587 zum Vertreter Frankreichs beim Heiligen Stuhl, und de Joyeuse ließ sich in Rom nieder. Im Dezember 1587 wechselte er zur Titelkirche Santissima Trinità al Monte Pincio, und am 4. November 1588 wurde er auf den erzbischöflichen Stuhl von Toulouse versetzt.

### Politisches Wirken (1589–1602)
Auf den Rat von Kardinal de Joyeuse bat Heinrich III. im März 1589 Papst Sixtus V. um Absolution für die Ermordung des Kardinals Louis II. de Lorraine-Guise. Doch nach der Aussöhnung Heinrichs mit Heinrich von Navarra, dem späteren König Heinrich IV. von Frankreich, in Plessis-lès-route am 30. April 1589 erließ der Papst ein Monitorium, worin er den französischen König unter Androhung der Exkommunikation aufforderte, den Kardinal de Bourbon und den Erzbischof von Lyon freizulassen, die zehn Tage zuvor in Haft genommen worden waren, und binnen 60 Tagen am römischen Hof persönlich zu erscheinen oder einen Bevollmächtigten zu entsenden. Kardinal de Joyeuse verließ unmittelbar darauf Rom und zog sich nach Venedig in das Kloster Santa Maria delle Grazie zurück. Nach der Ermordung Heinrichs III. durch den Dominikaner Jacques Clément am 1. August 1589 und der Thronbesteigung des Protestanten Heinrich von Navarra als Heinrich IV. schloss Kardinal de Joyeuse sich der Katholischen Liga an und begab sich in die Languedoc zu seinem Bruder Antoine Scipion de Joyeuse. Von 1587 bis 1590 war er als Nachfolger seines Bruders Anne de Joyeuse, der am 20. Oktober 1587 in der Schlacht von Coutras gefallen war, Herzog von Joyeuse, bevor er die Herzogswürde an Antoine Scipion abtrat. König Heinrich IV. ernannte Kardinal de Joyeuse am 25. September 1589 zum Protektor Frankreichs beim Heiligen Stuhl. Mit seiner Ankunft in Narbonne im November 1589 brachte der Kardinal seinem Bruder die Unterstützung, die Autorität und das Ansehen eines Erzbischofs von Toulouse. Er leitete die regionalen Versammlungen der Liga in Lavaur (März 1590), in Toulouse, wo entschieden wurde, den König von Spanien um finanzielle und militärische Unterstützung zu ersuchen, und von Castelnaudary (Januar 1591). Wohl aus diesem Grund blieb er sowohl dem ersten als auch dem zweiten Konklave von 1590 fern, bei denen zunächst Urban VII. und danach Gregor XIV. zum Papst gewählt wurden. Erst am Konklave 1591 mit der Papstwahl von Innozenz IX. konnte de Joyeuse teilnehmen. Auch beim Konklave 1592 war er unter den Kardinälen, die Papst Clemens VIII. wählten. Kardinal François de Joyeuse kehrte nun in die Languedoc zurück und wurde vom Parlement in Toulouse zum Gouverneur der Stadt und des sie umgebenden Landes gewählt, doch der Kardinal erklärte, dass er das Amt nur vorläufig übernehmen könne, da ihm die nötige militärische Erfahrung fehle. Die Provinzverwaltung ernannte seinen jüngeren Bruder Henri de Joyeuse, genannt Père Ange, einen Kapuziner, zum Gouverneur neben dem Kardinal; dies wurde in Carcassonne am 14. November 1592 beschlossen und vom Herzog von Mayenne am 26. November 1592 bestätigt.
Ende 1593 kehrte Kardinal de Joyeuse nach Rom zurück. Die politische Situation hatte sich grundlegend verändert: Heinrich IV. war am 25. Juli 1593 in Saint Denis zum Katholizismus konvertiert, war am 27. Februar 1594 in Chartres gekrönt worden und hatte am 22. März 1594 in Paris Einzug gehalten. Nach dem Tod von Kardinal Nicolas de Pellevé am 24. März 1594 war de Joyeuse der dienstälteste Kardinal Frankreichs und damit Primas der Kirche Frankreichs. Seine römische Titelkirche wechselte am 27. April 1594 zu San Pietro in Vincoli. Im Jahr 1595 bemühte er sich, gemeinsam mit Arnaud d’Ossat, seinem früheren Sekretär, und Jacques-Davy Duperron, dem Bischof von Évreux, bei Papst Clemens VIII. die Absolution für den König zu erlangen. Am 17. September 1595 wurde der König feierlich losgesprochen. Diese Lossprechung durch den Papst versicherte Heinrich IV. der Treue vieler Mitglieder der Liga, unter anderem jener aus der Languedoc, so dass am 24. Januar 1596 der Frieden von Folembray unterzeichnet werden konnte. Zu Beginn des Jahres 1596 versicherte de Joyeuse dem König seine Loyalität und wurde daraufhin als Vertreter Frankreichs in Rom bestätigt und verbrachte eine geraume Weile in Frankreich. Im September 1598 sandte Heinrich IV. ihn wieder nach Rom, um dort über die Annullierung seiner Ehe mit Margarete von Valois zu verhandeln, die 1572 geschlossen worden war. Am 13. Februar 1599 erreichte der Kardinal Rom, und Papst Clemens VIII. ernannte ihn zum Vorsitzenden der Kommission, die sich mit dem Fall beschäftigte; weitere Mitglieder waren der Erzbischof von Arles, Orazio del Monte, sowie der päpstliche Nuntius in Frankreich, Gasparo Silingardi, Bischof von Modena. Der Kardinal kehrte im Sommer 1599 nach Frankreich zurück, am 17. Dezember desselben Jahres erteilte der Papst die Erlaubnis zu einer neuerlichen Vermählung des Königs mit Maria de’ Medici.

### Wirken in Rom (1603–1611)

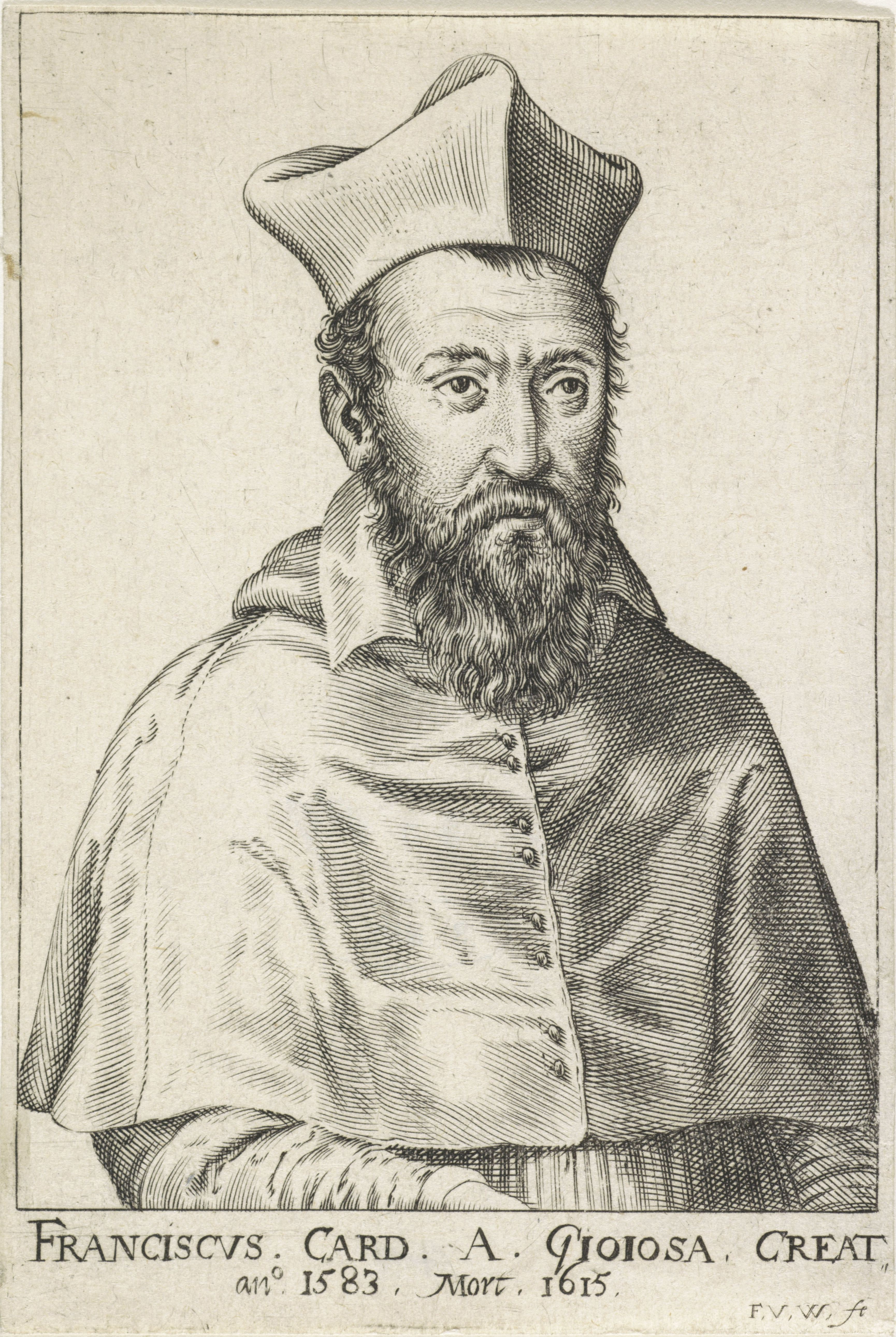
Kardinal de Joyeuse (Porträtstich von 1644)

Auf Geheiß des Königs, der wünschte, dass die französischen Kardinäle so oft und so lange wie möglich in Rom weilten, um den Einfluss Frankreichs dort zu vergrößern, reiste Kardinal de Joyeuse im August 1603 wieder nach Rom. Am 24. März 1604 wurde François de Joyeuse zum Kardinalbischof des suburbikarischen Bistums Sabina erhoben und am 1. Dezember desselben Jahres unter Beibehaltung seines suburbikarischen Bistums auf den erzbischöflichen Stuhl von Rouen versetzt. Im März 1605 nahm er am ersten Konklave jenes Jahres teil, bei dem Leo XI. zum Papst gewählt wurde. Auch beim zweiten Konklave im Mai desselben Jahres war er unter den Kardinälen, die Paul V. als Papst erwählten. Im Juni 1605 erlaubte der König ihm die Rückkehr nach Frankreich, doch musste er im November wiederum nach Rom reisen, um im Streit zwischen dem Papst und der Republik Venedig zu schlichten. Papst Paul V. hatte die Serenissima ersucht, einige Gesetze aufzuheben, welche die Kirchengüter und die kirchliche Immunität betrafen und darüber hinaus verlangt, ihm zwei Kleriker auszuliefern, die wegen krimineller Handlungen eingekerkert waren, um jene durch kirchliche Richter aburteilen zu lassen. Als die Behörden der Republik Venedig das Verlangen des Papstes zurückwiesen, exkommunizierte dieser am 17. April 1606 ihre Senatoren und verhängte den Kirchenbann über das gesamte Territorium Venedigs. König Heinrich IV., der traditionell mit Venedig alliiert war, schlug Kardinal de Joyeuse als Vermittler vor, was der Papst annahm. Im November 1606 reiste der Kardinal aus Frankreich ab und erreichte am 14. Februar 1607 Chiozza, von wo aus er sich zwei Tage später nach Venedig begab. In geschickten Verhandlungen erreichte er, dass der Papst den Interdikt aufhob, und nach Auslieferung der gefangenen Kleriker durch die Venezianer verkündete er am 21. April 1607 die Aufhebung des päpstlichen Banns. Nach der Wiederaufnahme der diplomatischen Beziehungen zwischen Venedig und dem Kirchenstaat kehrte der Kardinal im Verlaufe des Frühjahrs 1607 zurück; er hatte durch diese diplomatische Mission sein Ansehen beträchtlich vergrößert. Bei der Taufe des Thronfolgers, der später als Ludwig XIII. König werden sollte, am 14. September 1606 in Fontainebleau vertrat François de Joyeuse den Papst als Legatus a latere. Er gehörte zum Vormundschaftsrat, der während der Minderjährigkeit Ludwigs die Regierungsgeschäfte führte. Am 13. Mai 1610 krönte er Königin Maria de’ Medici in der Pariser Kirche Saint Denis, doch schon am nächsten Tag wurde König Heinrich IV. Opfer eines Mordanschlages. Am 17. Oktober desselben Jahres krönte und salbte er den jungen König Ludwig XIII. anstelle des Erzbischofs von Reims, der noch nicht die Bischofsweihe empfangen hatte, in Reims. Am 17. August 1611 übernahm er das suburbikarische Bistum Ostia e Velletri und wurde zugleich Dekan des Kardinalskollegiums. In demselben Jahr ersuchte ihn Königin Maria, die Interessen Frankreichs in Rom wahrzunehmen.

### Letzte Jahre und Tod (1611–1615)

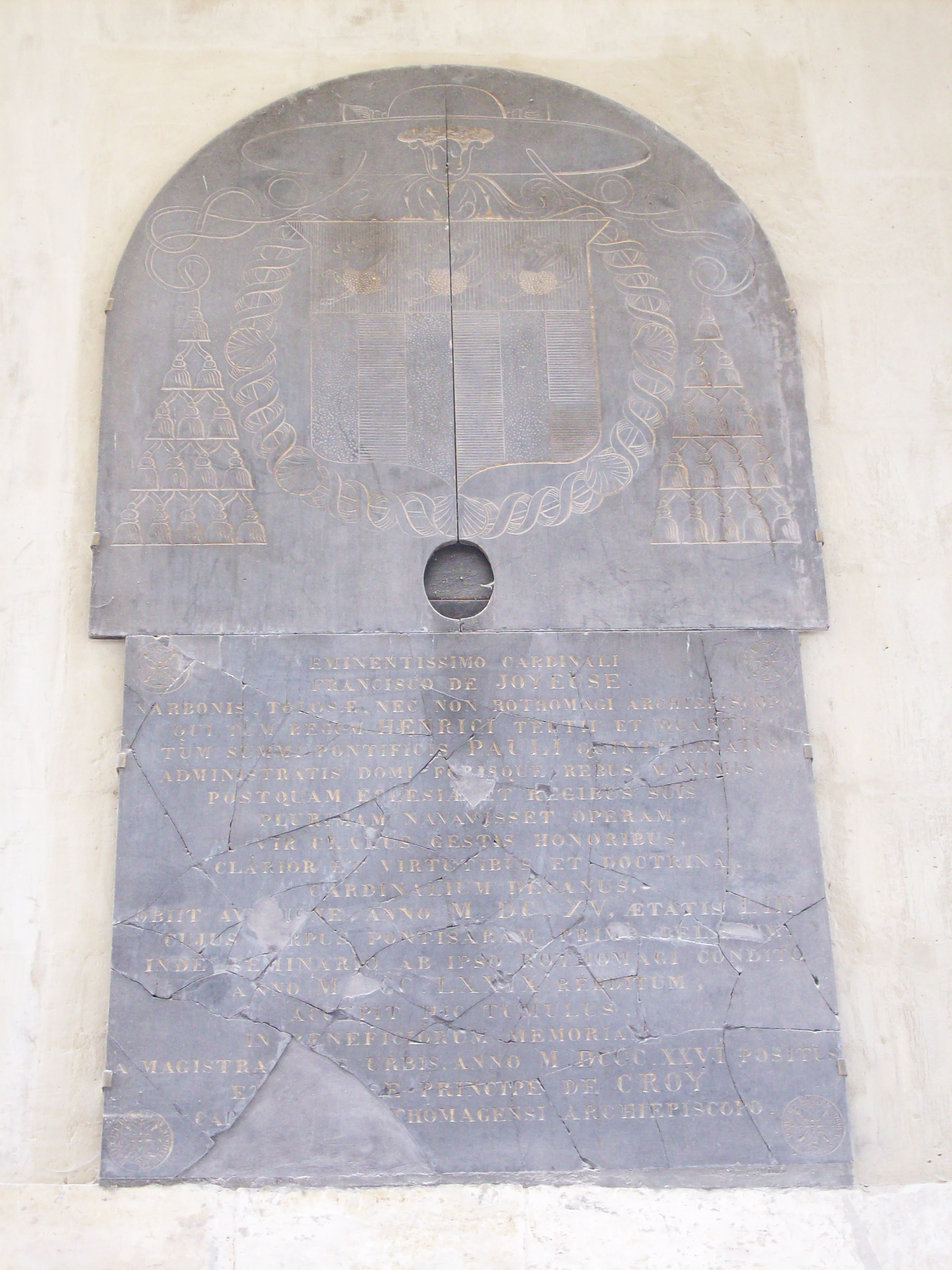
Grabstein für Kardinal de Joyeuse

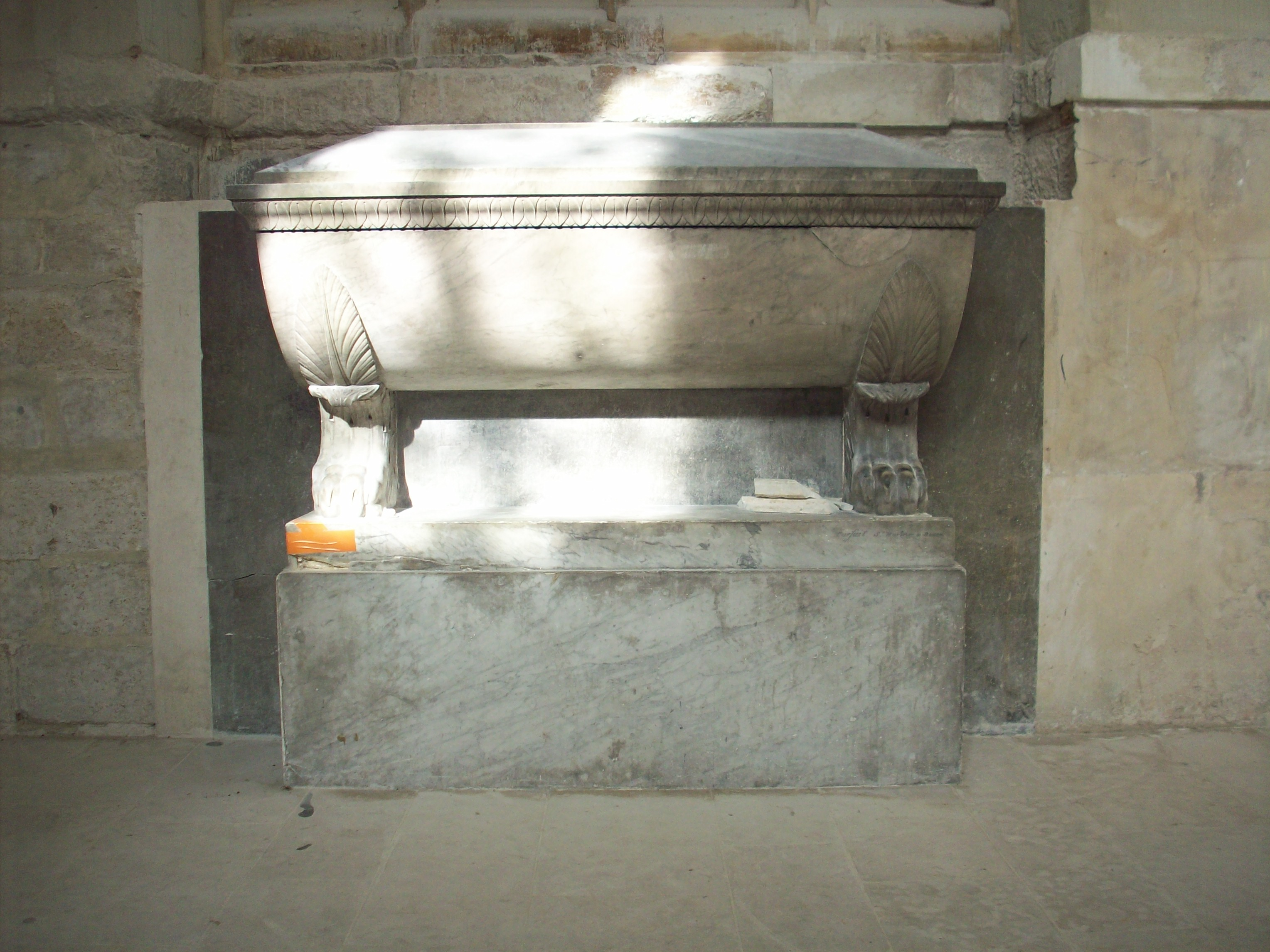
Grabmal des Kardinals de Joyeuse

Mittlerweile hatte sich sein Gesundheitszustand zusehends verschlechtert, und im Jahr 1613 erlitt er einen Schlaganfall, von dem er sich nie wieder erholte. Im Oktober 1614 war er Vorsitzender der Generalstände, dabei nahm die Versammlung der Geistlichen die Dekrete des Trienter Konzils an. Im Jahr 1615 verließ er Paris, um über die Languedoc nach Rom zurückzukehren. Von Narbonne aus pilgerte er nach Montserrat, wo er Ostern verbrachte, zog sich dann in eine Jesuitenschule zurück und reiste von Billom in die Auvergne und weiter nach Vic, wo er in den dortigen Bädern Linderung für seine Beschwerden suchte. Am 8. August 1615 erreichte er Avignon, das er nicht mehr verließ.
Kardinal François de Joyeuse starb am 23. August 1615 im Collège d’Avignon und wurde in der Jesuitenkirche Saint-Louis in Pontoise beigesetzt, die er gestiftet hatte. Sein Herz wurde im Collège d’Avignon bestattet.

## Auszeichnungen
- Ritter des Ordens vom Heiligen Geist